# Храм Светог Василија Острошког Чудотворца у Увцу
Храм Светог Василија Острошког Чудотворца у Увцу је православна црква у селу Увац код Рудог, у Републици Српској, Босни и Херцеговини. Припада Митрополији дабробосанској Српске православне цркве.

## Историјат
Изградња храма започела је 2022. године, а завршена је у октобру 2024. године. Храм је свечано освећен 21. октобра 2024. године, у присуству великог броја верника. Чин освећења обавио је митрополит дабробосански Хризостом.

## Архитектура
Црква је грађена у духу српско-византијске архитектуре. Поседује централну куполу, звоник, као и традиционални православни распоред унутрашњости. Унутрашњост је украшена фрескама и иконостасом, а у порти храма налази се и Светосавски дом за духовна и културна сабрања.

## Значење
Храм је важно духовно средиште за мештане села Увац и околних места. Служи за редовна богослужења, као и за окупљања верника на празнике. Слава храма је дан Светог Василија Острошког, који се обележава 12. маја.